# Taygetis xenana
Taygetis xenana är en fjärilsart som beskrevs av Butler 1870. Taygetis xenana ingår i släktet Taygetis och familjen praktfjärilar. Inga underarter finns listade i Catalogue of Life.